# Yes Day
Yes Day è un film del 2021 diretto da Miguel Arteta.
Il film è basato sull'omonimo romanzo per bambini di Amy Krouse Rosenthal e Tom Lichtenheld.

## Trama
Due genitori di tre figli dicono sempre no per educarli. I figli ritengono la madre una guastafeste. La madre, per far capire loro che non è vero, accetta di partecipare alla giornata dei sì, giornata all'insegna del divertimento e del "tutto è possibile", ma qualcosa non va per il verso giusto. Alla fine della giornata tutti sono convinti che è meglio dire qualche no.

## Produzione

### Cast
Nel settembre 2018, è stato annunciato che Jennifer Garner si era unita al cast del film, e che questo sarebbe stato diretto da Miguel Arteta con una sceneggiatura di Justin Malen. Nell'ottobre 2019, Jenna Ortega, Édgar Ramírez e Julian Lerner sono entrati a far parte del cast del film.

### Riprese
Le riprese principali sono iniziate nel novembre 2019 a Los Angeles.

## Promozione
Il trailer è stato pubblicato il 10 febbraio 2021.

## Distribuzione
Il film è uscito sulla piattaforma di streaming Netflix il 12 marzo 2021.

## Accoglienza

### Critica
Sull'aggregatore di recensioni Rotten Tomatoes il film ha ottenuto una percentuale di gradimento pari al 47%, sulla base di 41 recensioni; mentre su Metacritic di 46 su 100, su 14 recensioni.